# 31426 Davidlouapre
31426 Davidlouapre este o planetă minoră (asteroid), cu un diametru de 3,771 km, din centura de asteroizi. A fost descoperită pe 19 ianuarie 1999 la centre de recherches en géodynamique et astrométrie⁠(d) de OCA-DLR Asteroid Survey⁠(d). 
Obiectul prezintă o orbită caracterizată de o semiaxă mare de 2,3682914 UAi, o excentricitate de 0,09, o înclinație de 1,26857 ° în raport cu ecliptica.